# Mezőcsát
Mezőcsát is een plaats (város) en gemeente in het Hongaarse comitaat Borsod-Abaúj-Zemplén. Mezőcsát telt 6594 inwoners (2001).